# Каршув
Каршув (пол. Karszów) — село в Польщі, у гміні Стшелін Стшелінського повіту Нижньосілезького воєводства.
Населення — 448 осіб (2011).
У 1975-1998 роках село належало до Вроцлавського воєводства.

## Демографія
Демографічна структура станом на 31 березня 2011 року:
|          | Загалом | Допрацездатний вік | Працездатний вік | Постпрацездатний вік |
| -------- | ------- | ------------------ | ---------------- | -------------------- |
| Чоловіки | 228     | 46                 | 164              | 18                   |
| Жінки    | 220     | 36                 | 136              | 48                   |
| Разом    | 448     | 82                 | 300              | 66                   |